# ケ・サラ
ケ・サラ（イタリア語:  Che sarà ）は、1971年のサンレモ音楽祭で発表されたポピュラー音楽の楽曲である。同音楽祭ではイタリア国内歌手としてリッキ・エ・ポーヴェリが、国外歌手としてホセ・フェリシアーノがそれぞれ歌唱し、2位になった。

## 日本語版
- 日本語訳：岩谷時子[1] - 歌手：越路吹雪[1]、元ちとせ[1]、マルシア、菅原洋一、千葉紘子、岸洋子、内藤やす子
- 作詞：荒井基裕 - 歌手：上條恒彦
- 日本語訳：にしむらよしあき[1] - 学生運動や歌声喫茶で歌われた[1]。
- 日本語訳：リクオ[1] - 歌手：リクオ
- 日本語訳：木村充揮[1] - 歌手：木村充揮